# アッティカ刑務所暴動

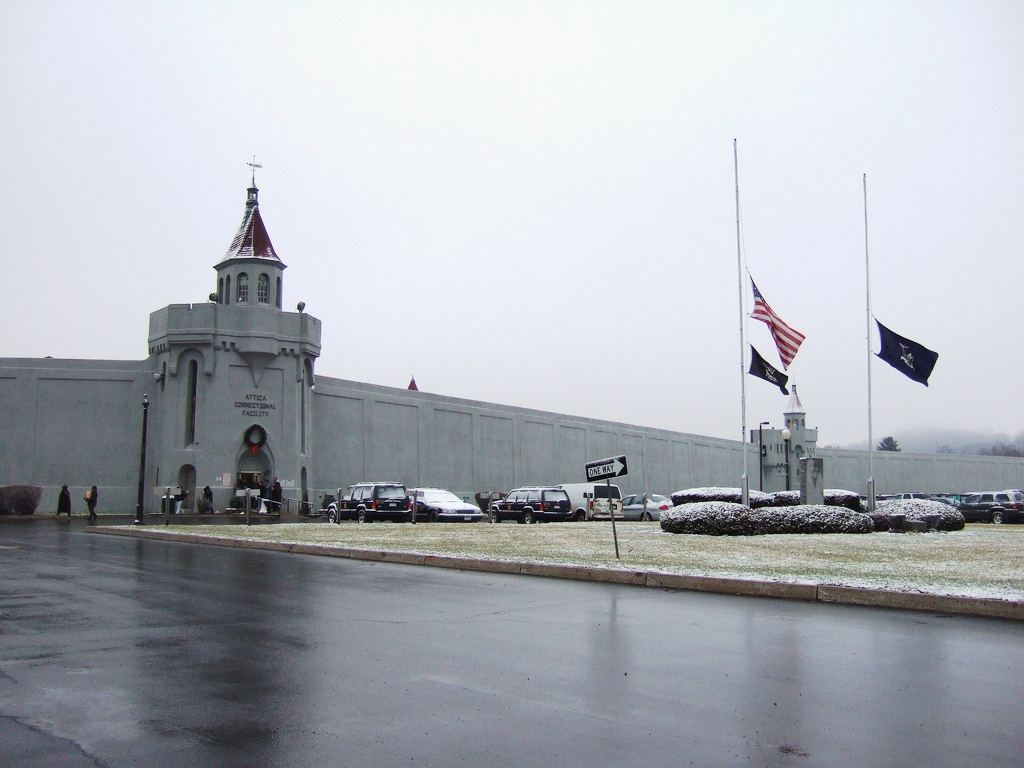
事件の舞台となったアッティカ刑務所

アッティカ刑務所暴動（アッティカけいむしょぼうどう、英: Attica Prison Riot）は、1971年9月9日にアメリカ合衆国ニューヨーク州アッティカのアッティカ刑務所で発生した囚人の暴動である。暴動の目的の一部は所内の生活状況の改善の要求であった。

## 概要
当時、アッティカ刑務所では食堂と作業場に催涙ガスの噴射装置が取り付けられ、囚人の待遇はシャワーは週1回、与えられるトイレットペーパーは週1巻きのみというようなものだった。また、囚人のうち54%はアフリカ系アメリカ人、9%はプエルトリコ人だったのに対し、383人の所員は全員白人だった。刑務所内の状況に関する報告によれば、看守らは公然たる人種差別主義者であり、通称「黒んぼ棒」なる警棒で囚人を殴打していたという。
暴動の発生する前の月の8月21日、カリフォルニアのサン・クエンティン州立刑務所で服役していた黒人急進的思想家ジョージ・ジャクソンが武装した上で脱獄を試みて失敗し、看守に射殺される事件が発生していた。これに呼応して、9月9日にアッティカ刑務所で暴動が発生した。約2200人いた囚人のうち1000人ほどが暴動に参加し、刑務所を制圧して所員33名を人質に取った。
当局は囚人側と交渉を行うことを決め、4日間の交渉が行われ、当局は囚人側の28の要求をのむことに同意したが、収容所で暴動を起こしたことに対する罪の完全な恩赦、もしくはアッティカ刑務所長の排除については認めようとしなかった。
交渉は不調に終わり、当時の州知事ネルソン・ロックフェラーは武力による刑務所の制圧を州兵に命令した。
州兵と警察は強行鎮圧に乗り出し、受刑者と人質の看守42人を無差別に射殺した。

## 事件の経過
1971年9月9日の朝8時20分頃、囚人の4つの班が点呼のため集合させられた。このとき囚人たちは先日ほかの囚人と揉め事を起こした1人の囚人が独房に戻されたことに気付き、監禁の後拷問を受けるといううわさが広がった。同様の拷問を受けることを懸念した一部の囚人がこれに抗議し、独房に戻った。このとき囚人たちは先に監禁された囚人を解放し、朝食に向かう囚人に追いついた。この直後、1人の刑務官が何が起こったか気付き、捜査を開始しようとした矢先囚人に襲われ、暴動が始まった。
囚人たちは鉄パイプやチェーン、野球のバットで看守を襲撃し、42人の所員と民間人を人質に取り、彼らの不平と要求を書いたリストを公表した。

## 囚人と刑務所の役人による交渉
囚人たちは当初は刑務所長ラッセル・オスワルド(Russell G. Oswald)と、その後はオブザーバーのトム・ウィッカー(Tom Wicker、ニューヨーク・タイムズ編集)、ジェームス・ウィングラム(James Ingram、ミシガン・クロニクル編集)、アーサー・イヴ(Arthur Eve、州代表)、ウィリアム・クンストラー(William Kunstler、弁護士)およびその他の役人たちと交渉を続けたが不調に終わった。
さらに状況は複雑化していったが、それは、当時の州知事ネルソン・ロックフェラーが、暴動の現場にやってきて囚人たちと会うことを拒否したからかもしれない。ただ、現場へおもむかなかったことで実際には事態が悪化することを防げたという後年なされた推測もある。最終的に交渉は決裂し、オスワルドは囚人たちに対して、交渉をこれ以上続けることは不可能であり、暴動をやめるよう命令した。その後オスワルドはネルソン・ロックフェラーに電話し、暴動を沈静化させるために刑務所へくるよう再び懇請したが、ロックフェラーはこれを拒否したため、オスワルドは、州兵に武力で施設を奪還するよう命令することになるだろう、と述べ、ロックフェラーはこの決定に同意した。
後に、この暴動とその後の余波に関しての研究のためロックフェラーによって作られた委員会は、この決定を批判している。

## 刑務所の奪還と看守による報復
9月13日月曜日、午前9時46分に作業場に催涙ガスが投げ込まれ、ガスの煙の中、州の軍隊が2分間に渡って一斉射撃を加えた。州軍が使用した武器の中にはショットガンが含まれ、これにより無抵抗の囚人や人質が負傷、殺害された。この射撃には、刑務所の元看守たちの参加が許されており、この決定に関して前述の委員会は「弁解の余地がない」と述べている。刑務所は奪還されたが、9人の人質と28人の囚人が殺された。
この暴動における最終的な死者数には、暴動発生時に致命的な負傷をした刑務所の役人と、「囚人の正義」が実行されたときに殺された4人の囚人が含まれている。9人の人質は、州軍と看守の射撃で命を失っている。
ニューヨーク州アッティカ特別委員会(The New York State Special Commission on Attica )によれば、「19世紀末に行われたインディアンの虐殺を除き、この4日間の刑務所暴動を終息させた州警察による強襲は、南北戦争以来アメリカ人の間で生じた最も血塗られた1日であった」。
暴動は終息したが、軍や看守による報復は野放しにされた。囚人たちは裸にされ、泥の中に投げ込まれた挙句ほふく前進をさせられ、ある者たちは怒り狂った看守たちの列の間を裸のままで走らされ、殴打された。暴動が終わって数日後には、さらなる殴打の証拠があると、複数の刑務所の医者が報告している。前述の委員会は、州の役人が悪い噂を広めるのを許したことおよび、人質の1人が去勢され、残りの者は喉を切り裂かれて殺された、という誤った報告を出し、それを否定するまでに時間がかかりすぎていることは正当化できない、として非難している。
マスコミの報道では、監視していた囚人が多くの人質の喉を切り裂いたとレポートしているが、公式発表の医学的証拠とは矛盾する。見出しに「私は喉を切り裂くのを見た」と掲げた新聞もあり、囚人たちが暴動を起こした際に人質の喉を切り裂いて殺害したと主張しているが、後に、これらのレポートは意図的に捏造されたことがわかっている。

## 訴訟と賠償
暴動発生から4年間に、62の囚人が1289件の訴因、42の起訴状で訴追された。また、州警官1人が、無謀な危険にさらしたとして訴追された。
囚人、および暴動の際に殺害された囚人の家族は、アッティカ刑務所暴動の間、およびその後、法執行官(law enforcement officers)がアメリカ市民の権利を侵害したとして、ニューヨーク州を訴えた。それから27年後の2000年、ニューヨーク州は、1200万ドルを支払うことで決着することに同意した。また、同州は2004年の秋に、殺害された刑務所の雇用者の家族に対して1200万ドルの解決金を支払うことを認めた。

## 当事件を題材にした作品
- アッティカ・ステート：ジョン・レノンの歌（1972年発表）。
- アッティカ、カミング・トゥゲザー：フレデリック・ジェフスキーのナレーターと伴奏楽器による音楽作品（1971年、1972年発表）。
- 『ウォール・オブ・アッティカ/史上最大の刑務所暴動』：事件を映画化したアメリカのテレビ映画。ジョン・フランケンハイマー監督、サミュエル・L・ジャクソン、カイル・マクラクラン出演。 （1994年）
- 『狼たちの午後』：1975年制作のアメリカ映画。登場人物の一人が本事件に言及するシーンがある。
- アッティカ・ブルース：アーチー・シェップのアルバム（1972年発表）。